# Digitala verktyg
Digitala verktyg är ett samlingsnamn som beskriver olika tekniska verktyg som används som hjälpmedel. Digitala verktyg omfattar allt från en dator och dess program till olika tekniska apparater som till exempel surfplatta, smartmobil, en app, kamera, webbtjänst och projektor. 

## Användning inom undervisning
Digitala verktyg används till exempel i förskola och skola för att förbättra lärandet och öka elevernas inlärning.  Den digitala tekniken finns överallt i samhället och elever behöver förstå teknikens möjligheter och begränsningar och använda digitala verktyg för att lära sig. I en rapport från Digitaliseringskommissionen kommer det fram att den svenska skolan har större tillgång till digitala verktyg än i de flesta andra länder. 

## Exempel på digitala verktyg
- Dator
- Kamera
- Surfplatta
- Smartmobil
- TV-apparat
- Projektor